# Чемерник червонуватий
Чемерник червонуватий (Helleborus purpurascens) — багаторічна вічнозелена рослина.

## Опис
Прикореневі листки з цілісними або 2—3-роздільними майже до основи гостропилчастими частками. Квіткове стебло розгалужене, з зеленим, іноді червонуватим приквітком. Квітки фіолетово-червонуваті.

## Життєвий цикл
Цвіте з березня по квітень, інколи майже з-під снігу.

## Поширення та середовище існування
Росте переважно в темнохвойних та букових лісах. Зустрічається рідко у Карпатах, Прикарпатті, західному Лісостепу.

## Використання
У коренях і кореневищах містяться глікозиди гелебореїн, гелеборин, гельборсид, що діють на серце.
Завдяки ранньому цвітінню і своєрідній красі квіток чемерник культивують здавна. Внаслідок гібридизації та відбору одержано багато садових форм, які відрізняються від дикорослих видів більшими квітками і яскравим забарвленням. Вони довговічні й ростуть на одному місці багато років. Чемерник має чудовий вигляд у тінистих місцях парків, садів, під рідким деревостаном, у напівтіні, по краях чагарникових і деревних куртин та на кам'янистих гірках. Через красу і принадність їх стало мало в природі, тому чемерники слід розмножувати.

## Чемерник у легендах
З давніх-давен єгиптянам були відомі лікувальні властивості чемерників. Про них згадується в багатьох легендах. В одній з давньогрецьких легенд говориться про те, що у царя Протея була красуня донька з психічним розладом, її взявся вилікувати чемерником один пастух, котрий тривалий час спостерігав дію цієї рослини на худобі. Так, з часів давньої Греції прийшла віра в цілющу силу чемерника при лікуванні психічних захворювань. У наш час наукою підтверджено, що в невеликих дозах чемерник діє заспокійливо на центральну нервову систему. Проте його основна дія на серце.

## Культивування
Легко культивувати. В добре підготовлений ґрунт з міжряддям 30 см на глибину до 1 см висівають тільки-но зібране насіння. Сходи з'являються навесні, а зацвітають рослини на третій рік. Рослину можна розмножувати поділом кущів відразу ж після цвітіння.